# Leo Franco
Leonardo Noeren Franco (San Nicolás, 20 de Maio de 1977) é um ex-futebolista argentino que atuava como goleiro.